# André Pieters
André Pieters (Lendelede, 10 settembre 1922 – Izegem, 22 febbraio 2001) è stato un ciclista su strada belga, professionista dal 1945 al 1956.
Fu vincitore di una Omloop Het Volk e di una Scheldeprijs.

## Palmarès
- 1946

Omloop Het Volk
- 1947

Kuurne-Bruxelles-Kuurne
- 1949

Bruxelles-Izegem
Omloop van het Houtland
- 1950

Grand Prix de l'Escaut
- 1951

Omloop van het Houtland-Torhout
- 1952

Bruxelles-Izegem

## Piazzamenti

### Classiche monumento
- Giro delle Fiandre

1951: 8º
- Parigi-Roubaix

1949: 12º